# Krustenschichtpilze
Die Krustenschichtpilze (Laxitextum) sind eine Pilzgattung aus der Familie der Stachelbartverwandten. Die einjährigen Fruchtkörper bedecken schichtartig das Substrat und haben ein braunes Fleisch. Der dunkle Rand ist meist zurückgebogen und das Hymenophor weiß bis cremefarben. Die Pilze haben dünnwandige, amyloide und ornamentierte Sporen. Außerdem findet man in der Fruchtschicht (Hymenium) dünnwandige Gloeozystiden.
Die Typusart ist der Zweifarbige Krustenschichtpilz (Laxitextum bicolor).

## Merkmale

### Makroskopische Merkmale
Die schichtartig wachsenden (resupinat) oder zurückgebogenen (effuso-reflex) bis hutartigen (pileat), einjährigen Fruchtkörper sind relativ leicht vom Substrat abzulösen. Sie werden bis zu 2 mm dick und ihr zurückgebogener Teil ist radial fibrillös bis filzig beschaffen und oft gezont. Die Farbe ist ocker bis stumpf-braun oder (besonders nach innen) noch dunkler. Das glatte Hymenophor ist dagegen weiß bis cremefarben. Das Sporenpulver hinterlässt einen weißlichen Abdruck. Das braune Fleisch (Kontext) hat eher eine weiche Konsistenz und lässt sich bei frischen Pilzen gut biegsam. Ältere Exemplare können zäh sein.

### Mikroskopische Merkmale
Die elliptischen, dünnwandigen und rauen Sporen haben niedrige Warzen oder Stachel. Sie sind zeigen unter der Zugabe von Iodlösung eine Farbreaktion (amyloid) und messen 4–6 × 2,5–3,5 µm. Das Hyphensystem ist monomitisch aufgebaut und besitzt eine ziemlich dichte Hyphentextur. Die Tramahyphen sind bräunlich und nicht aufgeblasen, Schnallen sind stets vorhanden. Die keulenförmigen Basidien messen 16–30 µm in der Länge und haben jeweils vier gekrümmte Sterigmen. Außerdem kommen in der Fruchtschicht (Hymenium) und im darunter liegenden Subhymenium zylindrische bis keulenförmige und relativ schlanke Gloeozystiden vor. Diese sind dünnwandig, glatt und 40–200 µm lang.

## Ökologie und Verbreitung
Der Pilz lebt saprobiontisch auf Hartholz. Typischerweise wächst er auf Ästen und Stämmen die Bodenkontakt haben. Der Pilz erzeugt auf dem befallenen Holz eine Weißfäule. Das Hymenium zeigt oft schwarze, punktartige Flecken. Jeder Punkt repräsentiert dabei ein Pseudothecium des parasitären Schlauchpilzes Capronia porothelia.

## Arten
In Europa kommt nur eine einzige Art vor, der Zweifarbige Krustenschichtpilz (Laxitextum bicolor). Weltweit gibt es drei Arten:
| Krustenschichtpilze (Laxitextum) weltweit | Krustenschichtpilze (Laxitextum) weltweit | Krustenschichtpilze (Laxitextum) weltweit       |
| Deutscher Name                            | Wissenschaftlicher Name                   | Autorenzitat                                    |
| ----------------------------------------- | ----------------------------------------- | ----------------------------------------------- |
| Zweifarbiger Krustenschichtpilz           | Laxitextum bicolor                        | (Persoon 1801 : Fries 1821) Lentz 1956 ('1955') |
|                                           | Laxitextum incrustatum                    | Hjortstam & Ryvarden 1981                       |
|                                           | Laxitextum lutescens                      | Hjortstam & Ryvarden 1981                       |

## Systematik
Als Lentz 1955 die Gattung Laxitextum definierte stellte er drei Arten in die Gattung: Laxitextum bicolor, Laxitextum crassum (= Phanerochaete crassa) und Laxitextum roseocarneum (= Dendrocorticium roseocarneum). Die beiden letztgenannten Arten wurden später in andere Gattungen gestellt, sodass die Gattung monotypisch blieb, bis Hjortstam und Ryvarden 1981 Laxitextum lutescens und Laxitextum incrustatum beschrieben. Innerhalb von Laxitextum bicolor lassen sich allerdings mindestens fünf intersterile Gruppen erkennen, die man ebenso gut als eigenständige Arten ansehen kann.
Molekularbiologische Studien durch Larsson et al. und Miller et al. zeigen, dass die vormals aufgrund des ähnlichen Aussehens zu den Schichtpilzen (Stereum) gestellte Gattung sowohl nahe mit den Stachelbärten (Hericium) als auch mit den Zahnhäuten (Dentipellis) verwandt ist. Die Stachelbärte haben korallenartige Fruchtkörper und ein stacheliges (hydnoid) Hymenophor, während die Zahnhäute effuso-reflexe Fruchtkörper und ebenfalls ein hydnoides Hymenophor haben.